# Образцов, Алексей Сергеевич
Алексе́й Серге́евич Образцо́в (28 декабря 1922, Москва — 2004) — советский архитектор, кандидат архитектуры, заслуженный архитектор РСФСР.

## Биография
Алексей Образцов родился 28 декабря 1922 года в Москве. Сын известного советского театрального деятеля Сергея Образцова.
Принимал участие в Великой Отечественной войне. Служил на Калининском фронте в 5-м отдельном инженерном батальоне.
В 1947 году окончил Ленинградский инженерно-строительный институт со званием архитектора и Высшее инженерно-строительное училище со званием инженера-строителя.
Работал в должности руководителя отделением архитектурно-проектной мастерской Института Министерства строительства. С 1964 года был руководителем мастерской проектного института ЦНИИЭП жилища.
Принимал участие в десяти архитектурных конкурсах, был премирован. В частности, принимал участие в конкурсе на проект Дворца Советов на Ленинских горах (1957—1958), в котором его соавторами были А. Я. Лангман, Д. Н. Чечулин, А. Б. Борецкий, И. К. Бебяков.
Автор около 50 проектов жилых и общественных зданий. Среди его работ театр в Измайлове, памятник, дом мебели на Ленинградском проспекте в Москве, дом мебели в Минске, торговые центры в Каменске, Новосибирске, Навои, Кущино и других городах. Составлял блоки первичного обследования (около 40 объектов). Автор типовых проектов центров микрорайонов, магазинов, административных зданий. Проектировал Дворцы спорта и Дворцы науки и техники в Ульяновске и Эдонете (Монголия).
Автор генплана части Тольятти. Автор проекта тольяттинского торгового центра «Русь», а также иных объектов торговли и обслуживания по улице Революционной в Тольятти.
Автор 19 научных трудов, посвящённых архитектуре магазинов, торговых центров и зданий бытового обслуживания. В 1966 году защитил кандидатскую диссертацию на тему «Новые типы кооперированных зданий предприятий торговли, общественного питания и коммунально-бытового обслуживания малых городов: опыт внедрения в практику строительства Научного городка Сибирского отделения АН СССР».
Член Союза архитекторов СССР с 1952 года. Член правления Московского отделения Союза архитекторов, председатель комиссии общественных зданий. Руководитель комиссии по приёму в Союз архитекторов.
Скончался в 2004 году от инфаркта.

## Награды
- Заслуженный архитектор РСФСР[2]
- лауреат Государственной премии СССР за архитектуру и генеральный план новых районов города Тольятти (1973)
- Орден Отечественной войны II степени (1985)[3]
- Медаль «За отвагу» (1943)[3]
- Медаль «За оборону Ленинграда» (1944)[3]
- Медаль «За победу над Германией в Великой Отечественной войне 1941–1945 гг.» (1945)[3]